# Universitat Tecnològica de Xipre
La Universitat Tecnològica de Xipre, CUT (grec: Τεχνολογικό Πανεπιστήμιο Κύπρου o ΤΕ.ΠΑ.Κ.) és una universitat establerta el 2004. La seva primera admissió d'estudiants va tenir lloc el curs 2007-2008. L'establiment de CUT és un intent d'omplir els buits que encara existeixen a l'educació superior de Xipre oferint títols de grau i postgrau que no ofereixen la Universitat de Xipre o altres institucions d'educació superior.
Té la seu a Limassol, la segona ciutat més gran de Xipre. Va ser inaugurada oficialment el setembre de 2007 pel llavors president de Xipre, Tassos Papadopoulos.

## Facultats i Departaments
La Universitat consta de sis facultats i un Centre d'Idiomes:
- Facultat de Ciències Geotècniques i Gestió Ambiental
  - Departament de Ciències Agràries, Biotecnologia i Ciència dels Aliments
  - Programa d'Enginyeria Química en col·laboració amb el Departament d'Enginyeria i Tecnologia
- Facultat de Ciències Econòmiques i Administratives
  - Departament de Gestió Hotelera i Turística
  - Departament de Comerç, Finances i Transports
  - Programa de Gestió Interdisciplinària
- Facultat de Comunicació i Estudis de Mitjans de Comunicació
  - Departament de Comunicació i Estudis d'Internet
  - Departament de Comunicació Pública
- Facultat de Ciències de la Salut
  - Departament d'Infermeria
  - Departament de Ciències de la Rehabilitació
  - Institut Internacional de Salut Pública i Ambiental de Xipre
- Facultat de Belles Arts i Arts Aplicades
  - Departament de Multimèdia i Arts Gràfiques
  - Departament de Belles Arts
- Facultat d'Enginyeria i Tecnologia
  - Departament d'Enginyeria Elèctrica, Enginyeria Informàtica i Informàtica
  - Departament d'Enginyeria Mecànica i Ciència i Enginyeria dels Materials
  - Departament d'Enginyeria Civil i Geomàtica
- Centre d'Idiomes

## Relacions Internacionals
La Universitat Tecnològica de Xipre és un dels vuit titulars de la Universitat Europea de Tecnologia, EUt+, juntament amb la Universitat Tècnica de Riga (Letònia), la Universitat Tècnica de Sofia (Bulgària), la Hochschule Darmstadt, (Alemanya), la Universitat Tecnològica de Dublín (Irlanda), la Universitat Politècnica de Cartagena (Espanya), la Universitat Tecnològica de Troyes (França) i la Universitat Tècnica de Cluj-Napoca (Romania).